# Angela Scoular
Angela Scoular (Londres, 8 de novembro de 1945 - Londres, 11 de abril de 2011) foi uma atriz britânica.
Ela é parte de um pequeno grupo de atores a ter participado de dois filmes de James Bond, feitos por duas produtoras diferentes. Scoular fez o papel de Buttercoup no filme 007 contra o Cassino Royale, de 1967, uma comédia-pastelão absurda que satiriza os filmes de 007, e da bond girl Ruby Bartlett no filme oficial 007 A Serviço Secreto de Sua Majestade (1969), o único da série estrelado por George Lazenby.
Ativa no teatro e na televisão britânica - Os Vingadores - por muitos anos, Scoular também participou de diversos filmes nos anos 1960 e 1970 como A Condessa de Hong Kong e Here We Go Round the Mulberry Bush, este bem popular pela música título e trilha sonora feitas pelas bandas de rock Traffic e The Spencer Davis Group.
Casada desde 1982 com o também ator britânico Leslie Phillips, morreu em 11 de abril de 2011, num aparente suicídio. Angela sofria há vários anos de câncer de intestino.